# Knút Wang
Knút Wang (født 10. september 1917 på Kaldbak, død 22. januar 1976) var en færøsk pressemand og politiker (FF).
Som ung drog han til søs, og kom derefter til Tórshavn for at arbejde i varehandelen. I 1941 blev han journalist på det konservative dagblad Dagblaðið, og tiltrådte året efter som redaktør af  bladet. Kun 25 år gammel. Wang var redaktør af avisen i årene 1942–46 og 1947–75, i den sidste periode med Maurentius Viðstein og Poul Petersen som ligestillede medredaktører. Wang var også medlem af radiorådet for Útvarp Føroya i en årrække fra 1956 og formand i teatergruppen Havnar Sjónleikarfelag 1967–1974. I 1940 udgav han en samling noveller, Smá skálkabros.
Wang var valgt til Lagtinget fra Suðurstreymoy 1958–74, og repræsenterede Fólkaflokkurin.